# Spathuliger hamoni
Spathuliger hamoni là một loài bọ cánh cứng trong họ Cerambycidae.